# 大马士革的阿波罗多洛斯

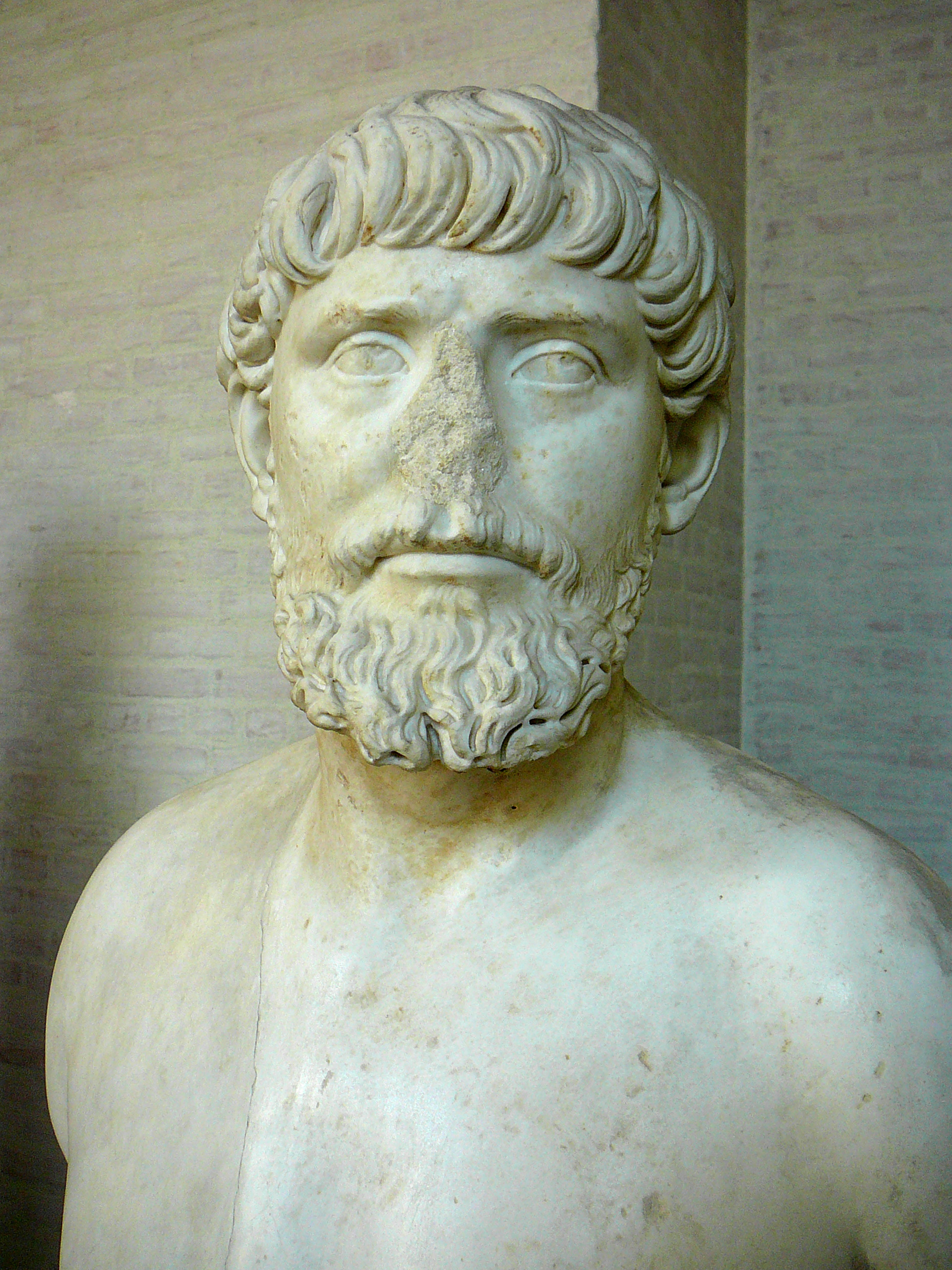
大马士革的阿波罗多洛斯雕像（年代：公元130-140年），现藏于慕尼黑古代雕塑展览馆。

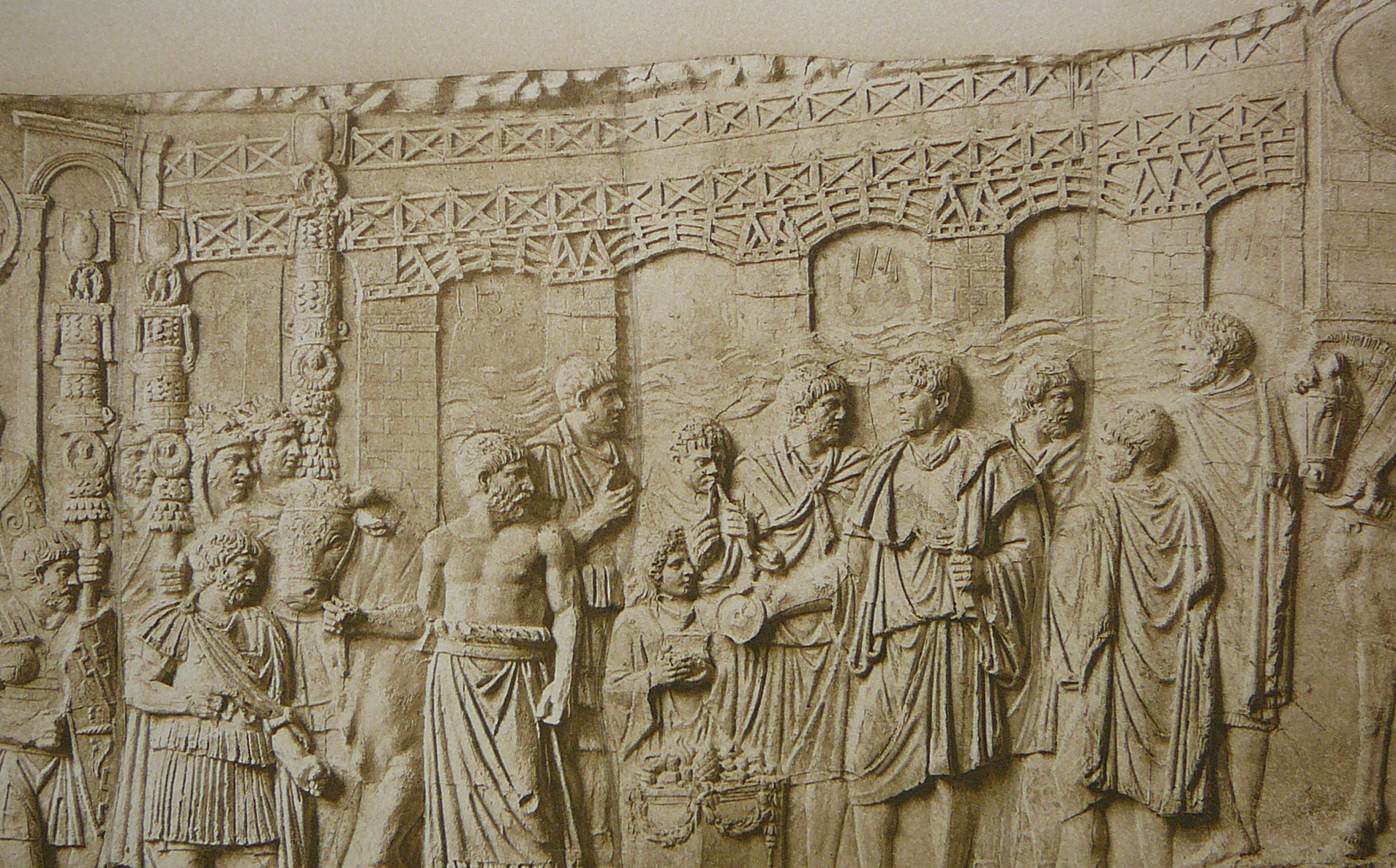
图拉真大桥的纪念碑，阿波罗多洛斯位于正在祭祀的皇帝后面最显眼的位置。

大马士革的阿波罗多洛斯（Apollodorus of Damascus），是公元2世纪罗马帝国著名的工程师、建筑家、设计家和雕刻家。他是来自叙利亚行省大马士革的希腊人， 受到罗马帝国皇帝图拉真的重用，完成大量的建筑作品。

## 生平
105年，阿波罗多洛斯在达基亚多瑙河上为在进行第二次达基亚战争的罗马帝国军队建筑了图拉真大桥。他在罗马也留下很多作品，其中最著名的是图拉真柱和图拉真广场。他还在贝内文托和安科纳建筑了图拉真凯旋门。此外，他也被认为是罗马万神庙的设计者和西班牙阿尔孔尼塔尔桥的建造者。106年，他完成或重新修缮位于罗马战神广场在图密善时代就开始建造的剧场。
哈德良登基后，由于阿波罗多洛斯多次嘲笑哈德良的建筑和设计，从而得罪哈德良。哈德良将其放逐，之后他被指控犯有虚有的罪名而被处死。